# Beaumont-du-Lac
Beaumont-du-Lac település Franciaországban, Haute-Vienne megyében. Lakosainak száma 136 fő (2022. január 1.). Beaumont-du-Lac Royère-de-Vassivière, Faux-la-Montagne, Nedde, Peyrat-le-Château és Saint-Amand-le-Petit községekkel határos.

## Népesség
A település népességének változása:
| Lakosok száma | 162  | 156  | 154  | 143  | 142  | 142  | 141  | 139  | 136  |
|               | 2013 | 2015 | 2016 | 2017 | 2018 | 2019 | 2020 | 2021 | 2022 |